# 萩之台站
萩之台站（日语：／ Haginodai eki */?）是位於奈良縣生駒市萩之台一丁目3番1號，近畿日本鐵道的生駒線車站。車站編號為G21。

## 歷史
- 1980年（昭和55年）4月23日 - 生駒線東山至南生駒之間開設此站[1]。
- 1985年（昭和60年）9月22日 - 增設列車交會設施。
- 1993年（平成5年）3月17日 - 東山至此站之間成為雙線鐵路[2]。
- 2007年（平成19年）4月1日 - 車站可以使用PiTaPa[3]。

## 車站構造
此站是地面車站，設有1面2線的島式月台。此站設有跨站式站房。往王寺一方為雙線，往生駒一方為單線。月台可容納4卡車廂。車站入口位於東西兩方。由於地形的關係，東邊的入口與住宅區位於同一水平上。此站只有1處閘口。
此站是由生駒站管理的有人車站。此站設有可支援PiTaPa、ICOCA的自動閘機和自動補票機（支援回數票卡和IC卡增值服務）。

### 月台
| 月台 | 路線   | 上下行 | 方向                                           |
| ---- | ------ | ------ | ---------------------------------------------- |
| 1    | 生駒線 | 下行   | 王寺方向                                       |
| 2    | 生駒線 | 上行   | 生駒、大阪難波、奈良、京都、尼崎、神戸三宮方向 |

## 在此站上下車人次
以下列出近年來1日中上下車人次：
- 2018年11月13日：2,634人
- 2015年11月10日：2,927人
- 2012年11月13日：2,927人
- 2010年11月9日：3,113人
- 2008年11月18日：3,095人
- 2005年11月8日：3,246人

## 車站周邊
車站東邊設有萩之台住宅區，車站主要乘客來自該處。
- 生駒萩之台郵局
- 生駒市立生駒南第二小學（日语：生駒市立生駒南第二小学校）
- 生駒市營井出山場
- 生駒警署（日语：生駒警察署）萩之台駐在所
- 龍田川淨化中心

## 巴士路線
- 生駒市社區巴士「竹丸號（日语：たけまる号）」（南生駒站巴士站）　※ 截至2015年11月26日[5]
  - 萩之台線：前往MavValu生駒南店

## 相鄰車站
近畿日本鐵道
 生駒線
南生駒（G20）－萩之台（G21）－東山（G22）

## 注腳
1. ↑  曾根悟（監修）. . 週刊朝日百科. 2号 近畿日本鉄道 1. 朝日新聞出版. 2010-08-22: 18. ISBN 978-4-02-340132-7 （日语）.
2. ↑  近畿日本鉄道株式会社. . 近畿日本鉄道. 2010-12: 438. NDL 21906373 （日语）.
3. ↑   (PDF) (新闻稿). 近畿日本鐵道. 2007-01-30  [2016-03-13]. （原始内容 (pdf)存档于2016-08-07） （日语）.
4. ↑  駅別乗降人員 生駒線 （页面存档备份，存于）（日語） - 近畿日本鐵道
5. ↑  . 生駒市. 2015-11-26  [2016-02-29]. （原始内容存档于2020-09-20） （日语）.

## 外部連結
- 萩之台 - 近畿日本鐵道（日語）